# Hendersonia oleae
Hendersonia oleae är en svampart som först beskrevs av Speg., och fick sitt nu gällande namn av Sacc. & Trotter 1913. Hendersonia oleae ingår i släktet Hendersonia och familjen Phaeosphaeriaceae.   Inga underarter finns listade i Catalogue of Life.